# Korea International 2008
Die Korea International 2008 im Badminton fanden vom 9. bis zum 14. Dezember 2008 in Yeosu statt.

## Sieger und Platzierte
| Disziplin    | Gold                       | Silber                     | Bronze                                    |
| ------------ | -------------------------- | -------------------------- | ----------------------------------------- |
| Herreneinzel | Park Sung-hwan             | Lee Cheol-ho               | Tanongsak Saensomboonsuk                  |
| Herreneinzel | Park Sung-hwan             | Lee Cheol-ho               | Kazushi Yamada                            |
| Dameneinzel  | Kwon Hee-sook              | Bae Yeon-ju                | Kim Mi-young                              |
| Dameneinzel  | Kwon Hee-sook              | Bae Yeon-ju                | Kim Moon-hi                               |
| Herrendoppel | Lee Yong-dae Jung Jae-sung | Cho Gun-woo Yoo Yeon-seong | Ko Sung-hyun Kwon Yi-goo                  |
| Herrendoppel | Lee Yong-dae Jung Jae-sung | Cho Gun-woo Yoo Yeon-seong | Rupesh Kumar Sanave Thomas                |
| Damendoppel  | Ha Jung-eun Kim Min-jung   | Jang Ye-na Kim Mi-young    | Jung Kyung-eun Kim Jin-ock                |
| Damendoppel  | Ha Jung-eun Kim Min-jung   | Jang Ye-na Kim Mi-young    | Eom Hye-won Lee Se-rang                   |
| Mixed        | Hwang Ji-man Hwang Yu-mi   | Lee Jae-jin Kim Jin-ock    | Maneepong Jongjit Rodjana Chuthabunditkul |
| Mixed        | Hwang Ji-man Hwang Yu-mi   | Lee Jae-jin Kim Jin-ock    | Yoo Yeon-seong Kim Min-jung               |